# Verwaltungsgebäude Schulstraße 5
Im Verwaltungsgebäude Schulstraße 5 in Delmenhorst befand sich das Alte Arbeitsamt und heute seit 1999 der Finanzservice Delmenhorst mit der Stadtkasse.
Das Gebäude ist ein Baudenkmal in Delmenhorst.

## Geschichte
In einer Zeit hoher Arbeitslosigkeit wurde 1927 in Delmenhorst das Arbeitsamt neu gebaut. Das zweigeschossige verklinkerte Gebäude im Stil des norddeutschen Backsteinexpressionismus mit mehreren stilbildenden Dreiecksformen, einem Giebel mit dem Eingangsportal an der Lutherstraße sowie einem viergeschossigen Rechteckgiebel an der Schulstraße entstand nach Plänen von Friedrich Drieling. Die Fassaden sind markant gegliedert mit einem horizontalen Reliefband aus Klinkern im Erdgeschoss, dem verzierten Gesims und der horizontalen Fenstergliederung. Sie erinnern an die Backsteinarchitektur von Fritz Höger.
Die Agentur für Arbeit Delmenhorst der Bundesagentur hat heute ihren Sitz in der Friedrich-Ebert-Allee 11.